# Hinthamerstraat 4
Hinthamerstraat 4 ofwel De Eenhoorn is een winkelpand in de binnenstad van 's-Hertogenbosch. Het is een rijksmonument. Van het pand wordt al melding van gemaakt in de 14e eeuw.
Bij de stadsbrand in 1419 liep het pand schade op, er moesten daarom houten draagbalken binnen in het pand worden vervangen. Het staat afgebeeld op het schilderij van het Schermersoproer dat plaats had in 1579. 
Het gebouw stond aan het begin van de zeventiende eeuw bekend als 'De Blinde Ezel' en een halve eeuw later als 'Het Griffioen'. Ook werd het aangeduid met de namen 'De Ezelin', 'De Koningshoed' en 'Het Landwijf'.  Sinds 1770 wordt het 'De Eenhoorn' genoemd. Een gevelsteen met dit fabeldier prijkt aan de gevel. Meestal wordt de eenhoorn in verband gebracht met een apotheek, maar hier was nooit een apotheek gevestigd. Bakker J.A. Suys vestigde er in 1794 een bakkerswinkel en koekjesfabriek, waar hij zijn bekende Bossche koek maakte en verkocht. Bossche koek heeft een ovale vorm en wordt gemaakt van roggebloem, kruiden en honing. De voorgevel van het pand dateert grotendeels uit 1789. De zaak trok de aandacht van de tekenaar van geromantiseerde afbeeldingen van monumenten Anton Pieck. De winkelinrichting was tot het jaar 1969 in een bijzonder gave 19e-eeuwse staat, compleet met gietijzeren spiltrap. De koekwinkel werd toen na 175 jaar gesloten en het gehele interieur werd met toestemming van de Bossche autoriteiten verwijderd.

## Interieur

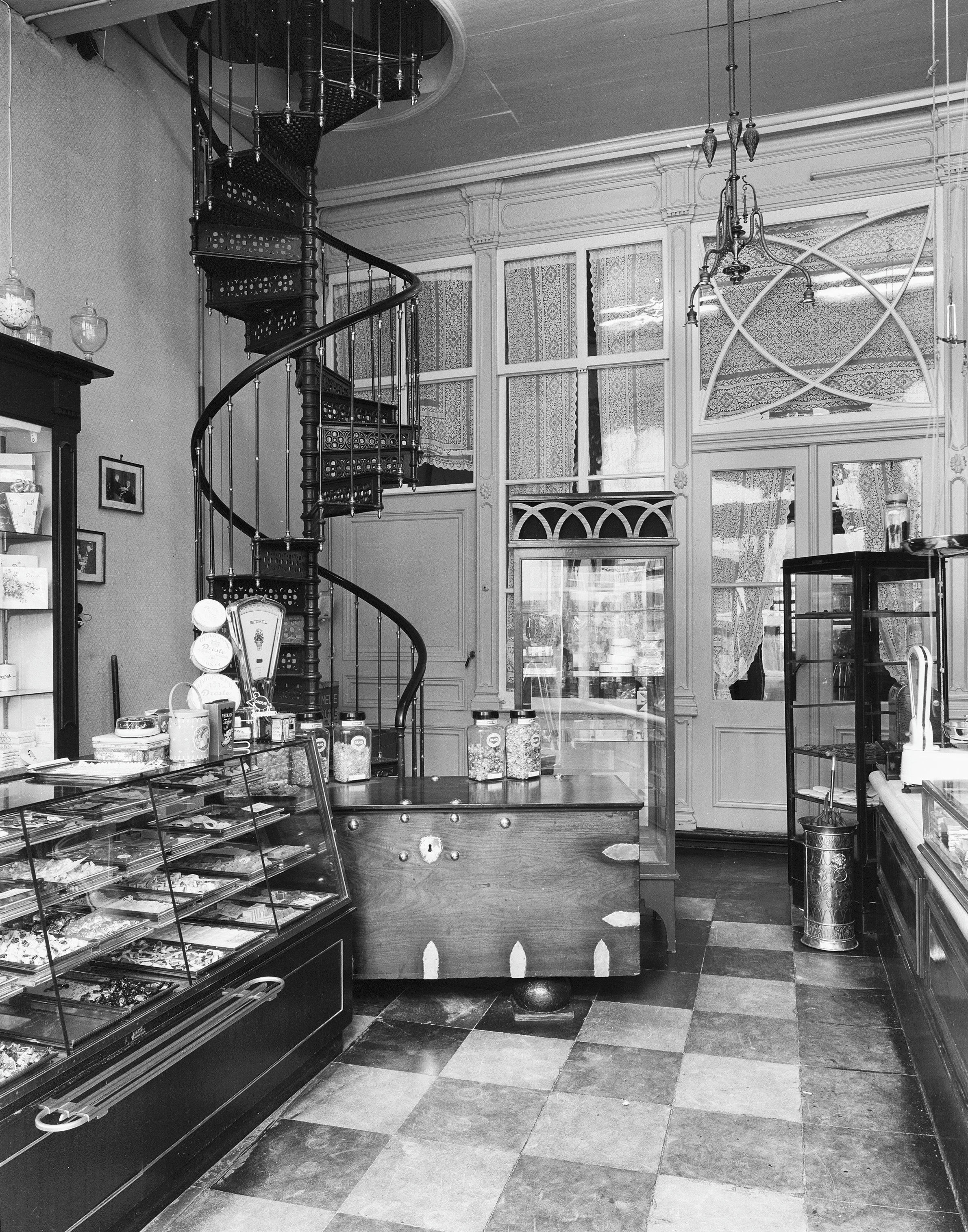
Interieur met spiltrap in 1961
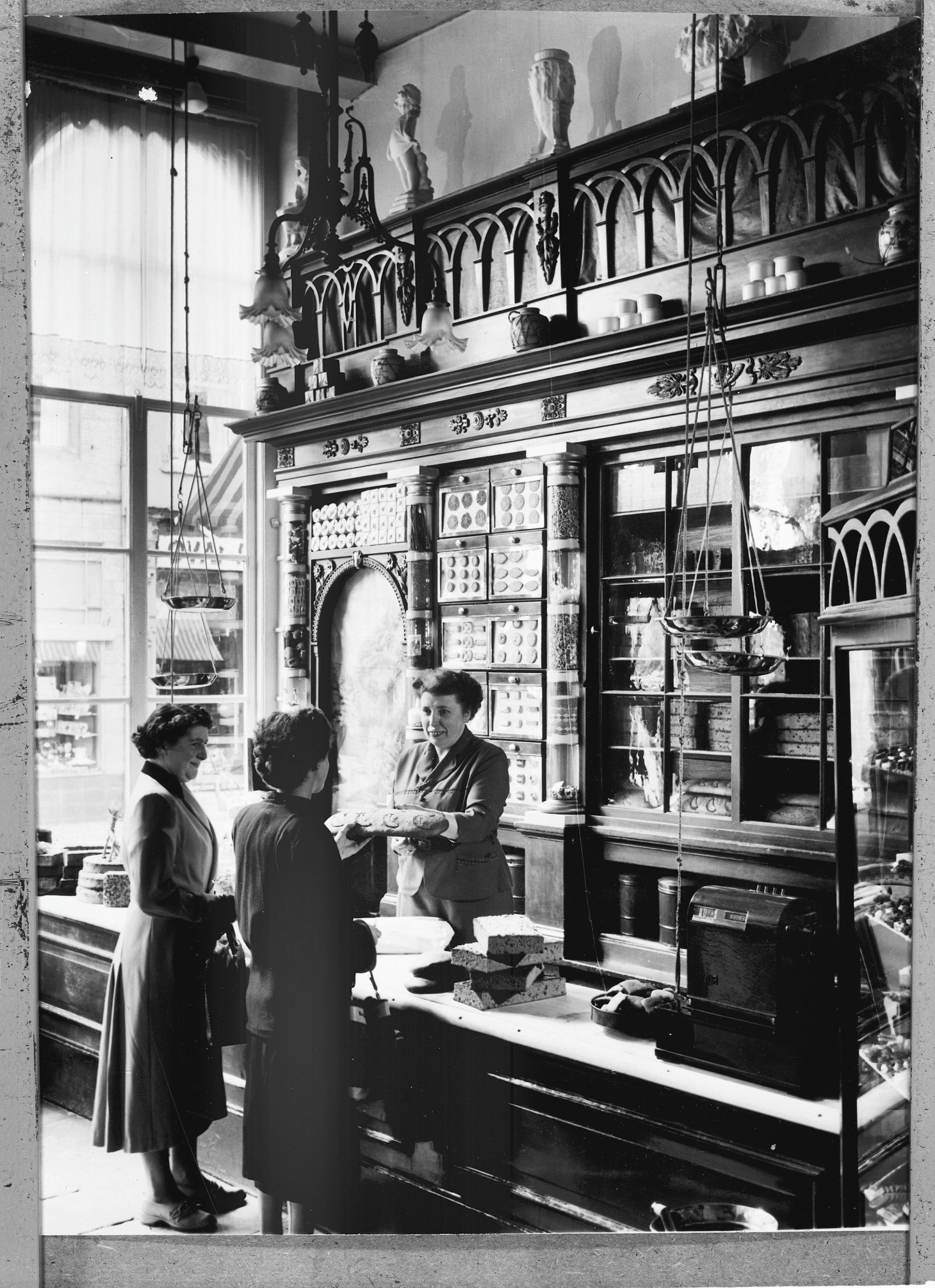
Koekverkoop in 1961